# Janez Ribič
Janez Ribič, slovenski politik, * 26. december 1955.
Bil je poslanec 6. državnega zbora Republike Slovenije.

## Življenjepis

### Državni zbor
2008-2011
V času 5. državnega zbora Republike Slovenije, član Slovenske ljudske stranke, je bil član naslednjih delovnih teles:
- Komisija za poslovnik (član)
- Komisija za nadzor javnih financ (podpredsednik)
- Odbor za promet (član)
- Odbor za kulturo, šolstvo, šport in mladino (član)

Na državnozborskih volitvah leta 2011 je kandidiral na listi SLS; s potrditvijo poslanskega mandata mu je avtomatično prenehala funkcija župana Občine Duplek.